# لاپووو
لاپووو (به صربی: Lapovo) یک شهرستان در صربستان است که در شومادئیا و صربستان غربی واقع شده‌است. لاپووو ۱۰۵ متر بالاتر از سطح دریا واقع شده‌است.